# NGC 6595
NGC 6595 ist ein  Emissionsnebel mit einem eingebetteten offenen Sternhaufen im Sternbild Schütze. Das Objekt wurde zuerst am 14. Juli 1830 von John Herschel entdeckt. Der Nebel wurde auch von dem Astronomen Lewis Swift im Jahr 1885 mit einem 16-Zoll-Teleskop entdeckt und als NGC 6590 in den NGC-Katalog aufgenommen. Außerdem wurde das Objekt noch einmal im Jahr 1905 von Edward Barnard als IC 4700 in den Index-Katalog aufgenommen. 
Erst später wurde erkannt, dass es sich bei allen 3 Entdeckungen um dasselbe Objekt handelte.
NGC 6595 hat eine scheinbare Helligkeit von 7,0 mag und einen Winkeldurchmesser von 11'.